# フランツ・カフカ賞
フランツ・カフカ賞（フランツ・カフカしょう、チェコ語: Cena Franze Kafky）は、チェコの文学賞。
2001年創設。チェコのフランツ・カフカ協会がプラハ出身の作家フランツ・カフカにちなんで創設した賞であり、「現代の世界文学における最も偉大な作家の一人であるカフカの作品のように、自らの出自や国民性、属する文化といったものにとらわれない読み手たちに向けて書こうとする現代作家の、芸術的に特に優れた文学作品を評価すること」を指針として受賞者の選定が行われる。賞金は1万ドルであり、カフカにちなんだブロンズ像が副賞として贈られる。授賞式はプラハの旧市庁舎で行われる。
2004年にオーストリアの女性作家エルフリーデ・イェリネク、2005年にはイギリスの劇作家ハロルド・ピンターが受賞し、両名はいずれも同年にノーベル文学賞を受賞した。2006年には日本の村上春樹がアジア圏で初の受賞、2007年にはフランスのイヴ・ボヌフォワが詩人として初の受賞を果たしている。

## 受賞者一覧
| 年     | 受賞者                   | 国籍             |
| ------ | ------------------------ | ---------------- |
| 2001年 | フィリップ・ロス         | アメリカ合衆国   |
| 2002年 | イヴァン・クリーマ       | チェコ           |
| 2003年 | ナーダシュ・ペーテル     | ハンガリー       |
| 2004年 | エルフリーデ・イェリネク | オーストリア     |
| 2005年 | ハロルド・ピンター       | イギリス         |
| 2006年 | 村上春樹                 | 日本             |
| 2007年 | イヴ・ボヌフォワ         | フランス         |
| 2008年 | アルノシュト・ルスティク | チェコ           |
| 2009年 | ペーター・ハントケ       | オーストリア     |
| 2010年 | ヴァーツラフ・ハヴェル   | チェコ           |
| 2011年 | ジョン・バンヴィル       | アイルランド     |
| 2012年 | ダニエラ・ホドロヴァー   | チェコ           |
| 2013年 | アモス・オズ             | イスラエル       |
| 2014年 | 閻連科                   | 中国             |
| 2015年 | エドゥアルド・メンドサ   | スペイン         |
| 2016年 | クラウディオ・マグリス   | イタリア         |
| 2017年 | マーガレット・アトウッド | カナダ           |
| 2018年 | イヴァン・ヴェルニッシュ | チェコ           |
| 2019年 | ピエール・ミション       | フランス         |
| 2020年 | ミラン・クンデラ         | フランス/ チェコ |
| 2021年 | イヴァン・ヴィスコチル   | チェコ           |